# Les hommes préfèrent les grosses
Les hommes préfèrent les grosses ist eine französische Beziehungskomödie von Jean-Marie Poiré aus dem Jahr 1981.

## Handlung
Das leicht übergewichtige Mauerblümchen Lydie will ihren Fast-Verlobten und Vorgesetzten Paul Berthellot damit überraschen, dass sie eine gemeinsame Wohnung für sie beide angemietet hat. Paul hat jedoch eine Geliebte und plant schon lange, Lydie zu verlassen. Beim gemeinsamen Joggen setzt er den Plan überstürzt in die Tat um. Lydie ist geschockt, kann sie sich die Miete für die Wohnung allein doch nicht leisten. Sie setzt eine Anzeige in die Zeitung, in der sie nach einer neuen Mitbewohnerin sucht. Einzige Voraussetzung ist, dass die Neue unattraktiver als sie sein soll, da sie vor Männern ihre Ruhe haben will. Lydies Plan geht nicht auf, da ihr Bruder Gérard ihr kurzerhand die attraktive, aber auch naive Eva als Mitbewohnerin organisiert. Eva ist Model und organisiert in der Folgezeit immer wieder Feiern in der gemeinsamen Wohnung. Lydie wird in das kleine Mitbewohnerzimmer umquartiert und hat kaum Freiraum in ihren eigenen vier Wänden. Erst mühsam beginnt sie, sich zu behaupten, wobei sie von ihrer Freundin Arlette unterstützt wird.
Dinge verkomplizieren sich, als Evas Ex-Freund Jean-Yves, ein passionierter Segler, erscheint, der immer noch an Eva hängt und sehr eifersüchtig ist. Er demoliert Lydies Wohnung auf der Suche nach Eva. Gérard beginnt unterdessen eine Beziehung zu Eva, beide schlafen miteinander und gehen zusammen aus, wobei die mitgenommene Lydie regelmäßig das fünfte Rad am Wagen ist. Ihre Versuche, Eva zum Auszug zu überreden, schlagen an Evas Begriffsstutzigkeit und Naivität fehl. Eva lässt Gérard schnell fallen und fängt eine Affäre mit Gutsbesitzer Adrien an. Parallel dazu versucht sie, Jean-Yves auf Distanz zu halten, der sie nach eigener Aussage langweilt, von dem sie sich aufgrund seiner zahlreichen Geschenke jedoch nicht trennen will. Lydie landet durch ein Versehen im Bett des wohlhabenden Ronald und beide verbringen die Nacht beim Scrabble, während nebenan Gérard die Freundin von Ronald verführt.
Weil sie übernächtigt auf Arbeit erscheint und zu viele Fehler macht, wird Lydie entlassen. Ihre Wohnung hat sie dennoch streckenweise für sich allein, ist Eva doch zu Fotoaufnahmen unterwegs oder verbringt ihre Zeit in einer eigenen Wohnung. Lydie erkennt, dass sie Evas Gesellschaft vermisst. Sie sucht sie auf und gesteht ihr auch, dass sie Komplexe wegen ihres Aussehens hat. Eva geht mit ihr einkaufen und verhilft ihr zu einem Makeover. Lydie darf auch in Evas Luxusapartement übernachten. Gesellschaft erhält sie dort von Jean-Yves, dem langsam klar wird, dass Eva nicht mehr an ihm interessiert ist. Er verbringt die Nacht mit Lydie, verleugnet sie jedoch, als Eva von einem Fotoshooting zurückkehrt und eifersüchtig reagiert. Lydie ist enttäuscht von Jean-Yves. Der wiederum wird endgültig von Eva verlassen, als er sie auf eine Segeltour mitnehmen will. Eva versöhnt sich mit Lydie und beide beschließen, sich nicht wegen eines Mannes zu streiten. Eva verlässt bald auch Adrien und kommt mit einem Fotografen zusammen. Jean-Yves ist sich über seine Gefühle klar geworden. Er liebt Lydie und wartet auf sie vor ihrer Wohnung. Sie weist ihn ab, da sie kein schneller Eva-Ersatz sein will. Er bleibt hartnäckig und gesteht ihr seine Liebe. Beide werden schließlich ein Paar und brechen am Ende zusammen zu einer Segeltour auf.

## Produktion
Les hommes préfèrent les grosses, deutsch etwa „Die Männer bevorzugen dicke Frauen“, basiert auf dem 1978 entstandenen Stück Bunny’s bar ou Les hommes préfèrent les grosses von Josiane Balasko, die mit Regisseur Jean-Marie Poiré das Drehbuch verfasste und auch die Hauptrolle übernahm. Die Filmbauten stammen von Nicole Rachline, die Kostüme schuf Rosalie Varda. Les hommes préfèrent des grosses lief am 19. August 1981 in den französischen Kinos an.
Im Film ist während des Abspanns das Lied A Way von Catherine Lara zu hören. Zudem werden im Film in Ausschnitten folgende Lieder gespielt:
- Burning Spear: Cry Blood Africa
- The Jets: Crazy Baby
- Marquis de Sade: Wanda’s Loving Boy
- Pretenders: Message of Love
- Rolling Stones: Hot Stuff
- Talking Heads: Born Under Punches; Crosseyed and Painless; Listening Winds
- Taxi Girl: Mann’quin
- Joel Teixera: Quando o sol brilhar

## Kritik
Die Kritik konstatierte, dass Balasko mit Lydie eine „widerspenstige“ Frauenfigur in die Filmwelt einführte, die die Schönheitsideale der Zeit herausforderte.